# Towarzystwo Miłośników Ziemi Lubaczowskiej
Towarzystwo Miłośników Ziemi Lubaczowskiej – lokalne stowarzyszenie, założone w 2003 roku.

## Działalność
Towarzystwo prowadzi badania dotyczące historii miasta Lubaczowa i powiatu. Popularyzuje dzieje powiatu lubaczowskiego i propaguje walory turystyczno-krajoznawcze. Opiekuje się społecznie zabytkami. Uczestniczy w życiu gospodarczym i kulturalnym miasta. Wspólnie z Urzędem Miejskim, Zarządem Oddziału PTTK i Muzeum w Lubaczowie, realizuje długofalowy program pod nazwą „Ośrodek kultury Kresów w Lubaczowie”. Towarzystwo wydało Rocznik Lubaczowski.